# 슈퍼 마리오 브라더스 피치 공주 구출 대작전!
《슈퍼 마리오 브라더스 피치 공주 구출 대작전!》(일본어: スーパーマリオブラザーズ ピーチ姫救出大作戦!)는 1986년 개봉된 일본의 애니메이션 영화이다.

## 개봉
《피치 공주 구출 대작전!》은 1986년 7월 20일 일본 200여 개 영화관을 통해 개봉됐다. VAP 비디오가 이후 VHS 및 베타맥스로 가정용 비디오로 출시했다.

## 같이 보기
- 비디오 게임을 원작으로 한 영화 목록